# باربیکیو
| |  |  |

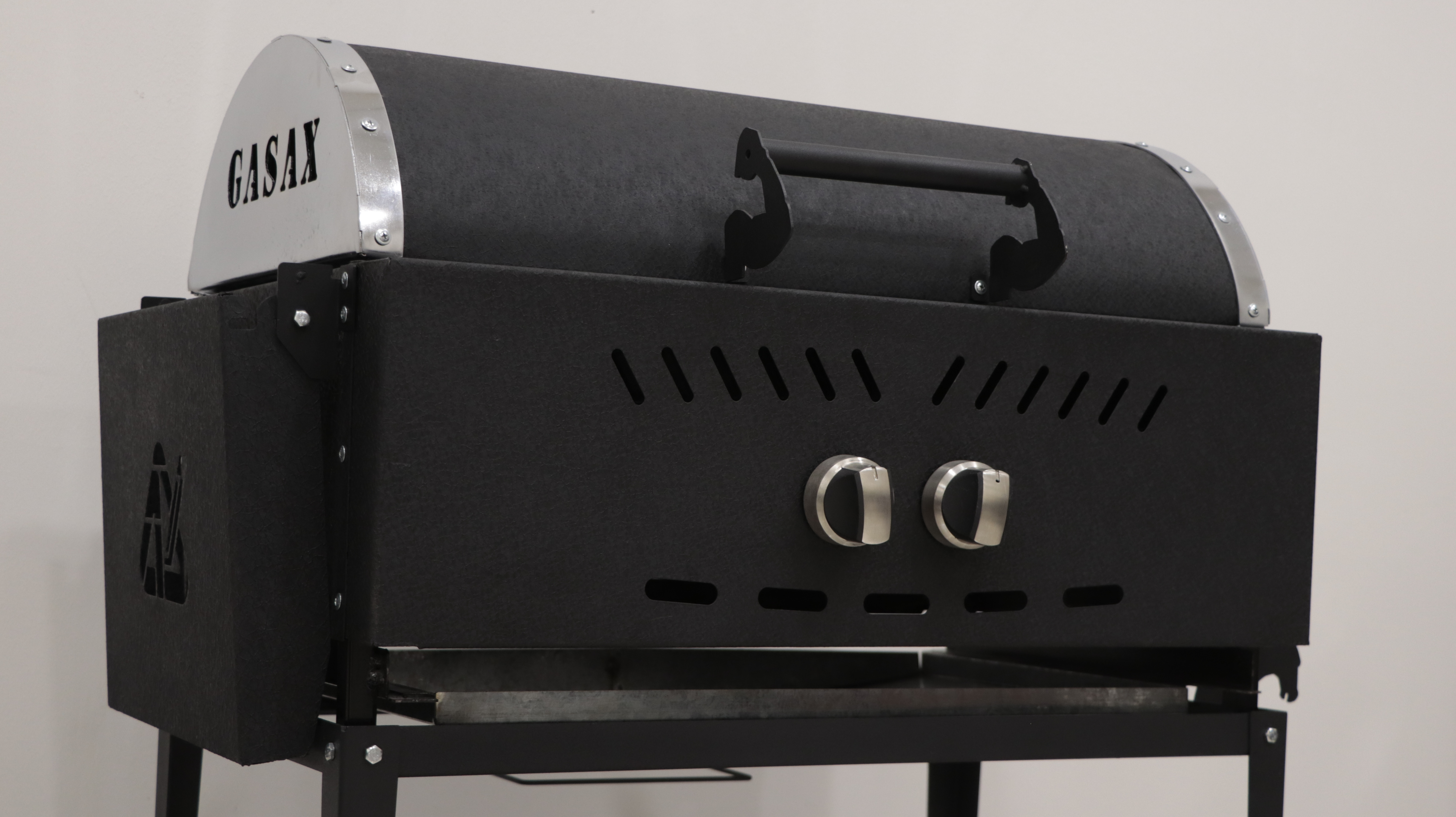
یک باربیکیوی باکیفیت ایرانی

| راست: یک باربیکیو طبقاتی که با سوخت پروپان کار می‌کند. چپ: یک باربیکیو خیمه‌ای شکل در خیابانی در نیویورک |  |  |

پختن مواد غذایی به‌سیخ‌کشیده‌شده بر روی زغال داغ یا میله‌های برقی را باربیکیو یا کباب‌کردن سیخی می‌نامند.
به‌طورکل باربیکیو (به انگلیسی: Barbecue ,barbeque ,Bar-B-Q یا BBQ) روشی از روش‌های پخت است که از قراردادن مواد غذایی عمدتاً گوشت بر روی حرارت یا آتش و معمولاً در فضای باز انجام می‌شود. در روش باربیکیو از زغال، چوب، اجاق گاز برقی و گازی به‌عنوان منبع تأمین حرارت استفاده می‌کنند. معمولاً گوشت پیش از باربیکیو باید در ماده‌ای مثل آبلیمو و نظایر آن خوابانده شود یا اینکه لایه‌ای از موادی خاص مثل ادویه‌جات گوناگون یا سس بر روی آن کشیده شود.

## باربیکیو
با توجه به اهمیت حفظ ارزش‌های مواد غذایی در روند پخت‌وپز، امروزه انواع روش‌های پخت سالم و جدید استفاده می‌شود. منقل، گریل و باربیکیو ازجمله لوازم خانگی‌ای هستند که در انواع و ابعاد مختلف طراحی و تولید شده و به‌راحتی به‌کار گرفته می‌شوند.
منقل، گریل و باربیکیوی برقی یا ساده برای پخت انواع غذای کبابی به‌خصوص مرغ، ماهی و گوشت کارایی دارند.

### انواع منقل، گریل و باربیکیو

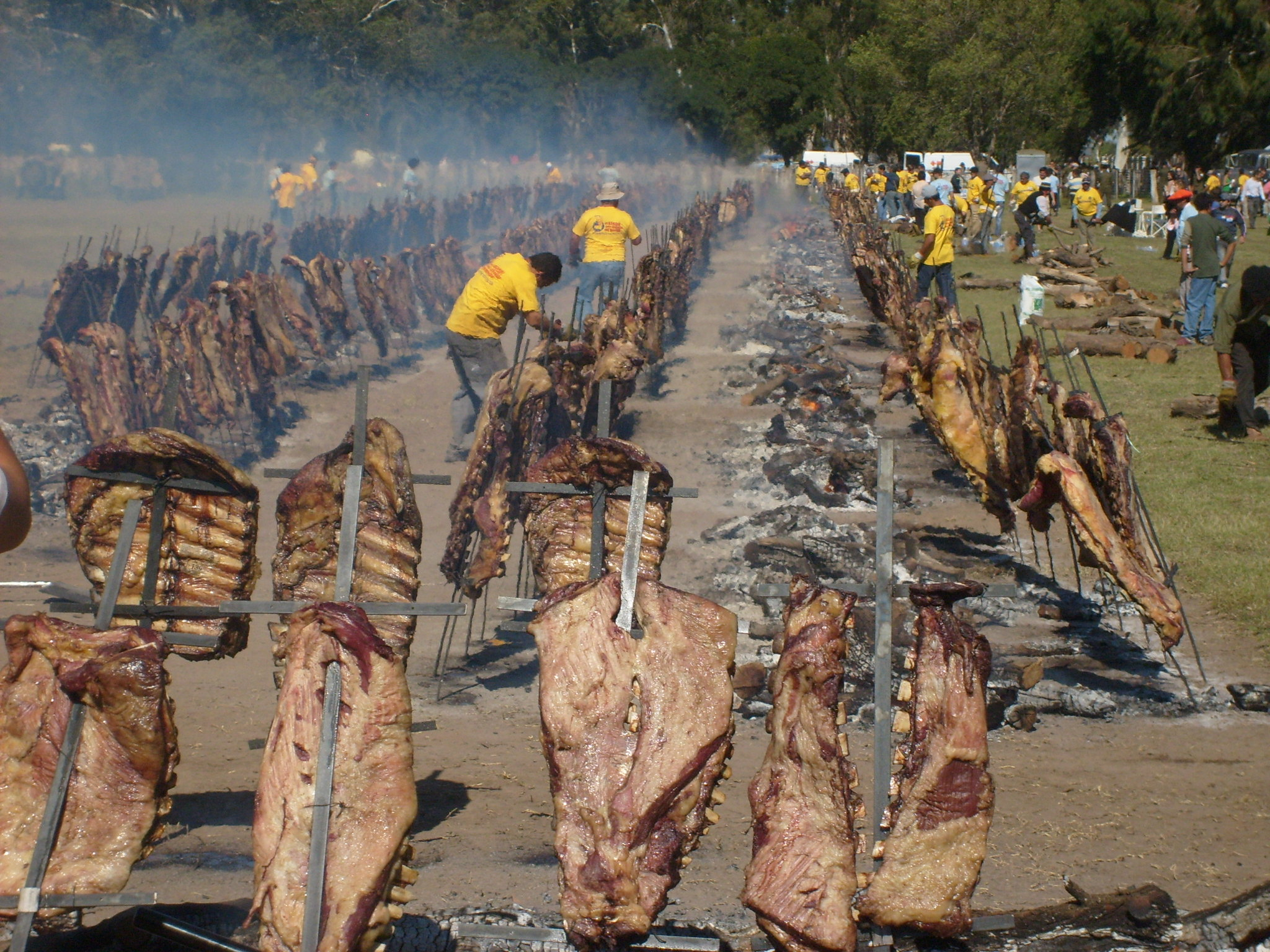
کباب ساخته شده در پاتاگونیا ، آرژانتین

منقل‌ها در حقیقت نوع سادۀ باربیکیو بوده که در سه نوع ساده، برقی و تابشی در دسترس هستند. منقل و کباب‌پز برقی و کباب‌پز تابشی نسبت به نوع ساده استفادۀ راحت‌تری داشته، راحت‌تر تمیز شده و از تولید زباله، دود و بوی بد در هنگام کباب و گریل‌کردن نیز جلوگیری می‌کنند. منبع تأمین حرارت در منقل و باربیکیوها معمولاً زغال، حرارت ایجادشده با انرژی برق و یا گاز است که بسته به طراحی محصول استفاده می‌شود. باربیکیوها در طرح‌ها، رنگ‌ها و ابعاد مختلفی توسط سازندگان لوازم خانگی عرضه می‌شوند، مانند: باربیکیوی زغالی، باربیکیوی سنگی، باربیکیوی آجری، باربیکیوی دیواری، باربیکیوی گازی (کباب‌پز تابشی). بسته به فضای موردنظر و ظرفیت موردانتظار، می‌توان مناسب‌ترین مورد را انتخاب کرد.
گریل‌کردن نوعی از پخت گوشت روی توری فلزی است که از ارتباط مستقیم مادۀ غذایی با حرارت جلوگیری کرده و باعث پخت استاندارد و سالم گوشت می‌شود. با استفاده از گریل نیازی به روغن برای پخت گوشت نیست و علاوه بر سلامت بیشتر غذا، طعم و عطر مواد اولیه نیز حفظ خواهند شد.
غذاخوری‌ای که غذاهای کبابی بسیار متنوعی را به روش باربیکیو ارائه می‌کند، کبابخانه barbecue restaurant نامیده می‌شود.
روش دیگری برای تهیۀ کباب، پختن غذا بر روی توری کباب‌پز با استفاده از حرارت تابشی (استفاده از کباب‌پز تابشی) است که به آن کباب‌کردن شبکه‌ای grilling می‌گویند. محلی که برای تهیهٔ کباب شبکه‌ای استفاده می‌شود کباب‌پزخانه grill-room نام دارد.